# 松本一夫
松本 一夫（まつもと かずお、1959年 - ）は、日本の日本史学者。
栃木県生まれ。
1982年、慶應義塾大学文学部卒。
2001年、「南北朝・室町前期における東国守護の研究」で慶應義塾大学より博士（史学）の学位を取得。
栃木県立宇都宮工業高等学校教諭など、栃木県公立学校教員を経て栃木県立文書館副主幹、同館長補佐、栃木県立宇都宮商業高等学校定時制教頭、栃木県芳賀青年の家所長、國學院大學栃木短期大学、宇都宮大学等非常勤講師、2020年、栃木県立上三川高等学校長を定年退職。
中世から戦国期の下野国の歴史を研究している。

## 著書
- 『東国守護の歴史的特質』岩田書院 中世史研究叢書 2001年
- 『日本史へのいざない 考えながら学ぼう』岩田書院 2006年
- 『地域の中世 8下野中世史の世界』岩田書院 2010年
- 『日本史へのいざない 考えながら学ぼう 2』岩田書院 2011年
- 『栃木ゆかりの歴史群像 日本史上の人物と地域との関わり』随想舎 2013年
- 『小山氏の盛衰 下野名門武士団の一族史』戎光祥出版 中世武士選書 2015年
- 『疑問に迫る日本の歴史 原始・古代から近現代までを考えながら学ぶ』ベレ出版 2017年
- 『中世武士の勤務評定 南北朝期の軍事行動と恩賞給与システム』戎光祥出版 2019年
- 『史料で解き明かす日本史 歴史学者の謎解きを追体験する』ベレ出版 2021年
- 『鎌倉時代の合戦システム』 戎光祥出版 2022年
- 『時代を超えた「つながり」で読み解く日本史』ベレ出版 2024年

### 共編・編著
- 『中世下野の権力と社会』荒川善夫,佐藤博信共編 岩田書院 中世東国論 2009年
- 『下野小山氏』編著 戎光祥出版 シリーズ・中世関東武士の研究 2012年

## 論文
- ＜松本一夫